# Naomi Folkard
Naomi Anne Folkard (Leamington Spa, 18 de septiembre de 1983) es una deportista británica que compite en tiro con arco, en la modalidad de arco recurvo.
Ganó tres medallas de bronce en el Campeonato Mundial de Tiro con Arco al Aire Libre entre los años 2007 y 2019, tres medallas en el Campeonato Europeo de Tiro con Arco al Aire Libre entre los años 2006 y 2012, y dos medallas en el Campeonato Europeo de Tiro con Arco en Sala, en los años 2006 y 2008.
En los Juegos Europeos de Minsk 2019 consiguió dos medallas, oro por equipo y plata en equipo mixto.
Además, consiguió tres medallas en los Juegos Mundiales entre los años 2009 y 2017.
Participó en cinco Juegos Olímpicos de Verano, entre los años 2004 y 2020, ocupando el cuarto lugar en Pekín 2008 (equipo) y el séptimo en Río de Janeiro 2016 (individual).

## Palmarés internacional
| Campeonato Mundial al Aire Libre | Campeonato Mundial al Aire Libre | Campeonato Mundial al Aire Libre | Campeonato Mundial al Aire Libre |
| Año                              | Lugar                            | Medalla                          | Prueba                           |
| -------------------------------- | -------------------------------- | -------------------------------- | -------------------------------- |
| 2007                             | Leipzig (Alemania)               | Medalla de bronce                | Equipo                           |
| 2017                             | Ciudad de México (México)        | Medalla de bronce                | Equipo mixto                     |
| 2019                             | 's-Hertogenbosch (Países Bajos)  | Medalla de bronce                | Equipo                           |
| Juegos Europeos                  |                                  |                                  |                                  |
| Año                              | Lugar                            | Medalla                          | Prueba                           |
| 2019                             | Minsk (Bielorrusia)              | Medalla de oro                   | Equipo                           |
| 2019                             | Minsk (Bielorrusia)              | Medalla de plata                 | Equipo mixto                     |
| Campeonato Europeo al Aire Libre |                                  |                                  |                                  |
| Año                              | Lugar                            | Medalla                          | Prueba                           |
| 2006                             | Atenas (Grecia)                  | Medalla de oro                   | Equipo                           |
| 2008                             | Vittel (Francia)                 | Medalla de plata                 | Individual                       |
| 2012                             | Ámsterdam (Países Bajos)         | Medalla de plata                 | Individual                       |
| Campeonato Europeo en Sala       |                                  |                                  |                                  |
| Año                              | Lugar                            | Medalla                          | Prueba                           |
| 2006                             | Jaén (España)                    | Medalla de plata                 | Individual                       |
| 2008                             | Turín (Italia)                   | Medalla de bronce                | Equipo                           |